# Szymanów (powiat trzebnicki)

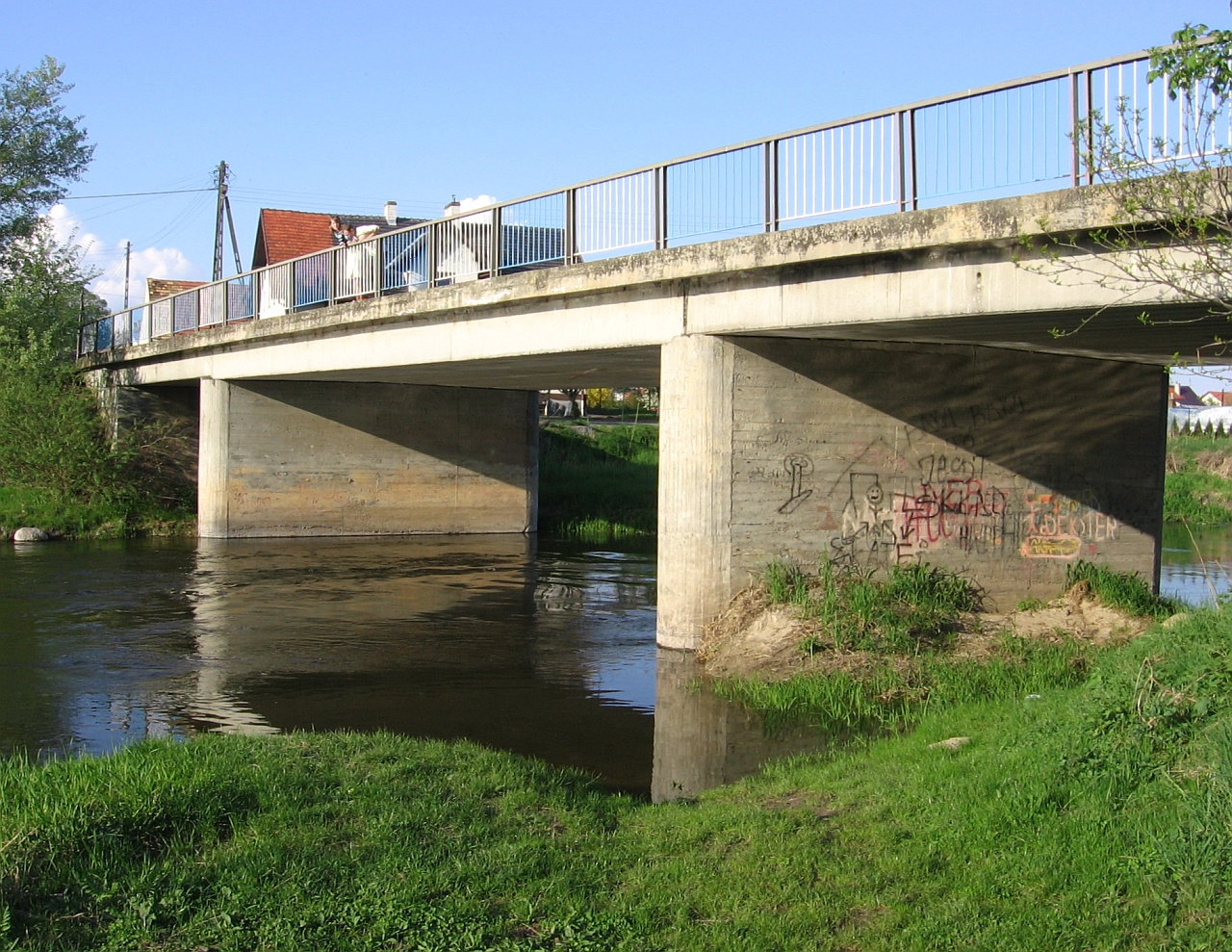
Most przez Widawę

Szymanów (niem. Simsdorf) – wieś w Polsce położona w województwie dolnośląskim, w powiecie trzebnickim, w gminie Wisznia Mała.
W latach 1975–1998 miejscowość należała administracyjnie do województwa wrocławskiego.

## Położenie
Przez Szymanów przepływa Widawa, we wsi znajduje się most przez tę rzekę. Wieś styka się z sąsiednimi Psarami, przez które przebiega droga krajowa nr 5 z Wrocławia do Trzebnicy.
We wsi znajduje się park pałacowy z trzema pomnikowymi dębami oraz pozostałości grobowca hrabiów von Rödern z ich herbem na zworniku. Po pałacu  zniszczonym po 1945 ocalała brama przy ul. Lotniczej 19 z herbami von: Rödern (L).

## Sport
Od 9 sierpnia 2010 w miejscowości działa drużyna piłkarska LZS Silesia Szymanów, grająca na co dzień (począwszy od sezonu 2014/2015) w rozgrywkach klasy B, grupa: Wrocław II.

## Lądowisko
Na północny zachód od Szymanowa, mieści się lądowisko Wrocław-Szymanów zarządzane przez Aeroklub Wrocławski (kod lotniska ICAO: EPWS, 2 trawiaste drogi startowe: na kierunku 14/32 o wymiarach 770 x 150 m i na kierunku 12/30 o wymiarach 630 x 100 m, wzniesienie lądowiska: 119 m n.p.m., znaki wywoławcze i częstotliwość radiowa: Szymanów KWADRAT, Szymanów AERO, 122,8 MHz, współrzędne geograficzne: 51°12′21,8″N 16°59′54,9″E/51,206056 16,998583).

## Komunikacja publiczna
Miejscowość ma połączenie z Wrocławiem dzięki linii autobusowej nr 908 (Dworzec Nadodrze - Psary/Szymanów).